# Vadena
Vadena (en allemand, Pfatten) est une commune italienne d'environ 1 000 habitants située dans la province autonome de Bolzano, dans la région du Trentin-Haut-Adige, dans le Nord-Est de l'Italie.

## Administration
| Période                                  | Période | Identité | Étiquette | Qualité |
| ---------------------------------------- | ------- | -------- | --------- | ------- |
|                                          |         |          |           |         |
| Les données manquantes sont à compléter. |         |          |           |         |

### Hameaux
Piccolongo

### Communes limitrophes
Les communes limitrophes sont  Appiano sulla Strada del Vino, Bolzano, Bronzolo, Caldaro sulla Strada del Vino, Laives, Ora et Termeno sulla Strada del Vino.